# 瀧本寺非有
瀧本寺非有（たきもとじひゆう），生卒年不詳，是長宗我部氏的家臣。兄長是長宗我部家名臣谷忠澄，是土佐長岡郡岡豐城下真言宗瀧本寺住持，擔任長宗我部元親的顧問在外交上獻策，與安國寺惠瓊齊名，被稱為一對坊主。
瀧本寺非有精通漢學書、史書、佛典，因此被長宗我部元親重用，一度擔任長岡郡池之村的代官，並於公事評定、軍議隨侍。因為文筆優秀，在元親起草長宗我部氏掟書（長宗我部元親百箇条）時，替他撰寫法令，同時也擔任外交使節奔走諸國。
長宗我部元親曾經幾度勸他還俗，但都出演婉拒。關原之戰後不滿長宗我部家的領地被沒收，反對新領主山內一豐上任，加入瀧山一揆，遭平定後下落不明。